# Istituto Universitario Sophia
L’Istituto Universitario Sophia (IUS) è un'istituzione accademica cattolica gestita dal Movimento dei focolari con sede a Loppiano, nel comune toscano di Figline e Incisa Valdarno.

## Storia
L’Istituto Universitario Sophia è stato fondato da Chiara Lubich all’interno della cittadella di Loppiano. Il 7 dicembre 2007 è stato eretto canonicamente ad experimentum per cinque anni dalla Congregazione per l'educazione cattolica. Nel 2008 furono approvati gli statuti, mentre dal 1º agosto 2013 l'ente è stato eretto in via definitiva con decreto della medesima Congregazione sotto il nome di Istituto di Studi Superiori dedicato alla Sapienza divina che rifulge nel mondo da Maria Madre di Dio denominato "Sophia", ad esso possono applicarsi le disposizioni delle università pontificie ai sensi dell’art. 814 del Codice di diritto canonico.
Nel 2017, a cinquant'anni dal primo incontro, avvenuto il 13 giugno 1967, tra il patriarca Atenagora di Costantinopoli e la fondatrice Chiara Lubich, l'istituto ha avviato, in sinergia con il Patriarcato ecumenico di Costantinopoli, la cattedra tematica "Athenagoras/Chiara Lubich"; in seguito è stata istituita la cattedra tematica "Piero Pasolini" sul rapporto tra epistemologia scientifica e ontologia trinitaria.
Ha conferito il dottorato honoris causa in cultura dell'unità nel 2015 al Patriarca Bartolomeo di Costantinopoli e nel 2019 al teologo argentino Juan Carlos Scannone. Inoltre hanno tenuto incontri e lectio magistralis, tra gli altri, Ugo Amaldi, Enzo Bianchi, Massimo Cacciari, Martha Nussbaum, Marc Ouellet, Romano Prodi, Emanuele Severino, Stefano Zamagni (visiting professor), Sergio Zavoli, Gennadios Zervós (visiting professor).
Soprattutto agli studenti della laurea magistrale è richiesta la condivisione della vita comunitaria nelle residenze universitarie della struttura. Inoltre per l'intera comunità accademica sono istituzionalizzati momenti settimanali di condivisione, comunicazione e scambio di riflessioni personali a partire da testi biblici, spirituali o culturali.

## Struttura
L'istituto è organizzato nei seguenti dipartimenti:
- Scienze sociali e politiche, economia e management[1];
- Teologia, filosofia e scienze umane[2].

Offre corsi di laurea magistrale (licenze pontificie) e dottorati di ricerca in ontologia trinitaria, economics and management, scienze politiche e cultura dell'unità, oltre a percorsi di post-dottorato e diplomi annuali, anche in piattaforma e-learning. I percorsi di studio si svolgono in un orizzonte interdisciplinare e transdisciplinare, tenendo insieme vita, formazione, studio e ricerca secondo la prospettiva della cultura dell'unità delineata dalla fondatrice. 
Accordi di doppio titolo consentono di conseguire contestualmente anche licenze in teologia dogmatica (alla Facoltà Teologica dell'Italia Centrale) o lauree magistrali italiane in filosofia (all'Università degli Studi di Perugia) o in economia (all'Università Europea di Roma), oltre a singoli protocolli di intesa.
All'interno dell'istituto sono sorti tre centri di alta formazione:
- Evangelii Gaudium, laboratorio di formazione, studio e ricerca ispirato all'omonima esortazione apostolica di Papa Francesco;
- Sophia global studies, per lo studio dei processi e delle relazioni geopolitiche internazionali;
- Politics and Human Rights, per l'analisi e la progettazione di percorsi di fraternità in politica e di cooperazione comunitaria.

## Rettori
- Giuseppe Argiolas (2020-2022)[3]
- Declan O'Byrne (2022 - Rettore facente funzione)[4]

## Presidi
- Piero Coda (2007-2020)

## Gran cancellieri
- Ennio Antonelli (2008)
- Giuseppe Betori (2008-in carica)

## Vice gran cancellieri
- Chiara Lubich (2008)
- Maria Voce (2008-2021)
- Margaret Karram (2021-in corso)